# Passiver Prüfabschluss

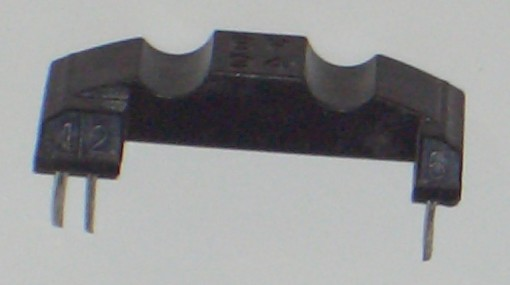
PPA zum Einbau in eine TAE („BP91“)

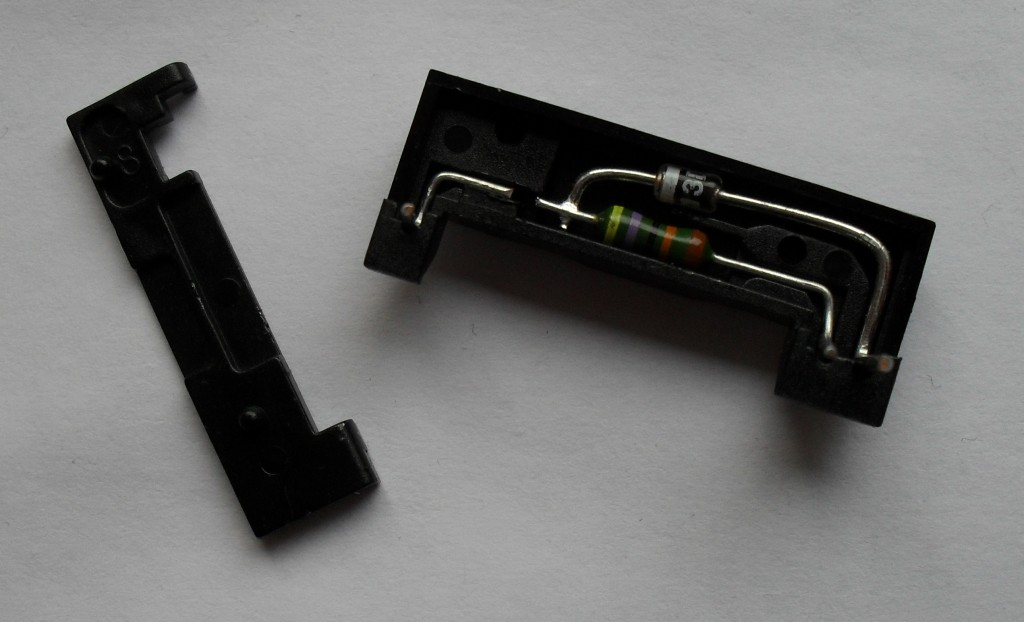
Offener PPA

Schaltbild eines PPA

Schaltbild der „galvanischen Signatur“

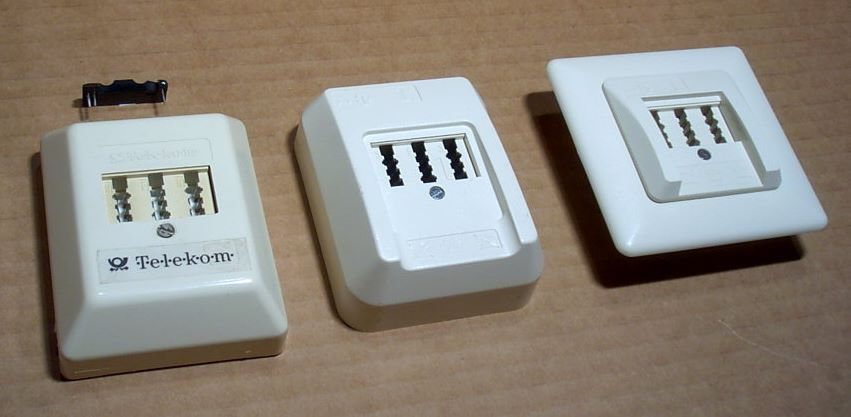
„1. TAE“ mit PPA (Netzabschluss). Links: Altes Modell mit separat anzuklemmendem PPA. Mitte und rechts: Aktuelle Modelle mit unsichtbar integriertem PPA

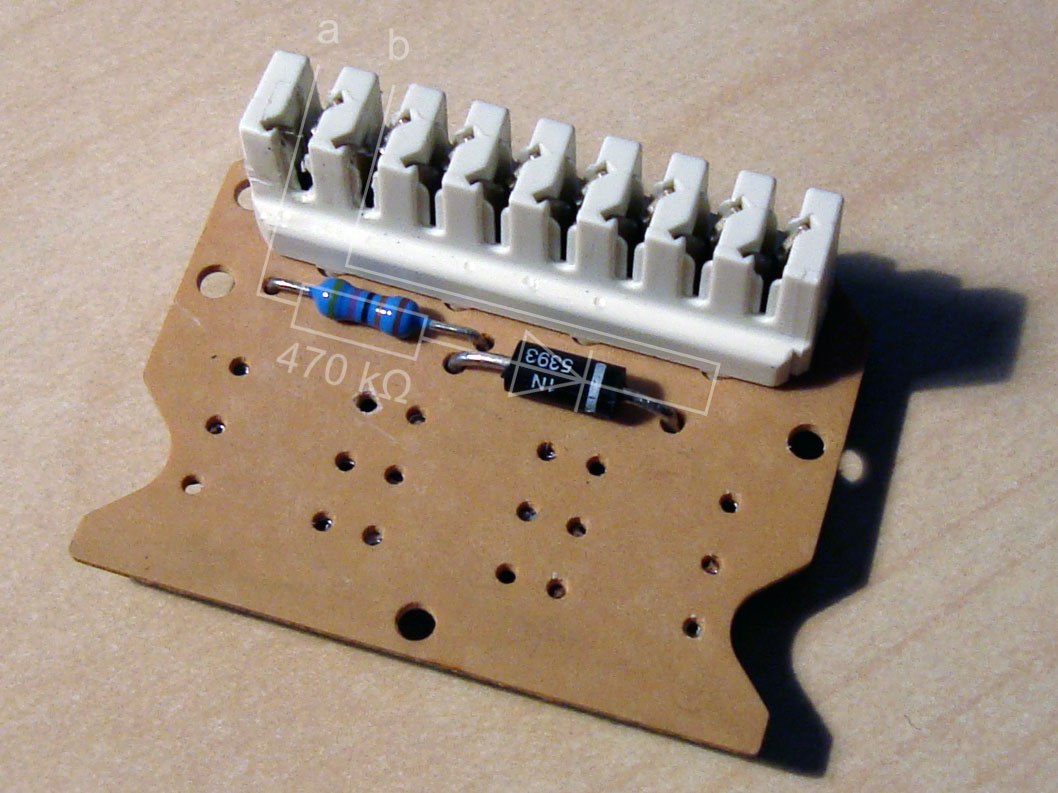
PPA aus dem Sockel einer „1. TAE“

Ein passiver Prüfabschluss (PPA) dient zu Messzwecken im Telefonnetz. In der Fernmeldetechnik wird dem Telefonbenutzer eine Netzbetreiber-TAE-Anschlussdose (die aus „Sicht“ der Amtsleitung erste installierte NFN-Anschlussdose bzw. „1. TAE“) als Übergabepunkt (Netzabschluss) zwischen dem Netzbetreiber und dem Benutzer bereitgestellt. Sie markiert die Grenze des Eigentums und der Zuständigkeit des Netzbetreibers.
Der PPA besteht aus einer Reihenschaltung einer Diode und eines Widerstandes 470 kΩ (±1 %), die zwischen a-Ader und b-Ader der Teilnehmeranschlussleitung geschaltet sind (siehe Schaltbild).
Die Bauteile des PPA sind unsichtbar im Sockel der 1. TAE-Dose integriert. Diese Dosen sind an der Aufschrift „1.“ und einem typischen Design erkennbar und werden in der Regel mittels Schneidklemme angeschlossen.
Bei älteren Installationen (bis etwa 1995) ist unter der TAE-Abdeckung der passive Prüfabschluss als kleines, schwarzes Bauteil an den Schraubklemmen zu erkennen (siehe Bild; der dritte Anschluss des PPA ist elektrisch ohne Funktion, er dient ausschließlich zur zusätzlichen Befestigung an einer in der Regel unbenutzten Klemme im TAE-Sockel).
Im Normalbetrieb sperrt die Diode durch die seitens der Ortsvermittlungsstelle in die a/b-Ader eingespeiste Gleichspannung (rund 60 Volt), bei korrektem Anschluss der TAE an die a/b-Doppelader (a-Klemme an Minus- und b-Klemme an Pluspotential) ist also praktisch kein Stromfluss messbar. Zu Prüfzwecken kann von der Teilnehmerschaltung in der Vermittlungsstelle die Speisespannung des zu messenden Anschlusses umgepolt werden. Dann ist der Widerstand des PPA (und damit auch der Widerstand der Teilnehmeranschlussleitung) messbar. Auf diese Weise kann aus der Ferne mit der systemexternen Prüftechnik (SEPT) überprüft werden, ob die Teilnehmeranschlussleitung bis zur 1. TAE des Benutzers in Bezug auf die galvanischen Messwerte, besonders Isolationswerte und Fremdspannungsanteile den Forderungen entspricht. Auf diese Art lässt sich beispielsweise eine Unterbrechung oder ein Leiterschluss auf der Teilnehmeranschlussleitung feststellen. Bei Abweichungen vom Sollwert können anhand des gemessenen Widerstands mögliche Fehler genauer klassifiziert werden.
Der passive Prüfabschluss hat für den Netzbetreiber hauptsächlich den Zweck, bei einer Störungsmeldung durch den Benutzer möglichst schnell eine Aussage zu treffen, in wessen Verantwortungsbereich der Fehler liegt, wobei eine erfolgreiche Messung der SEPT keine Aussage darüber zulässt, ob die Telefonleitung an die richtige Örtlichkeit geschaltet ist. Ebenso wenig ist damit ein häufig anzutreffender Defekt im Bereich der Federkontakte der TAE-Anschlussdose aufzuspüren, da sich die Bauelemente des PPA immer in unmittelbarer Nähe der Anschlussklemmen befinden.

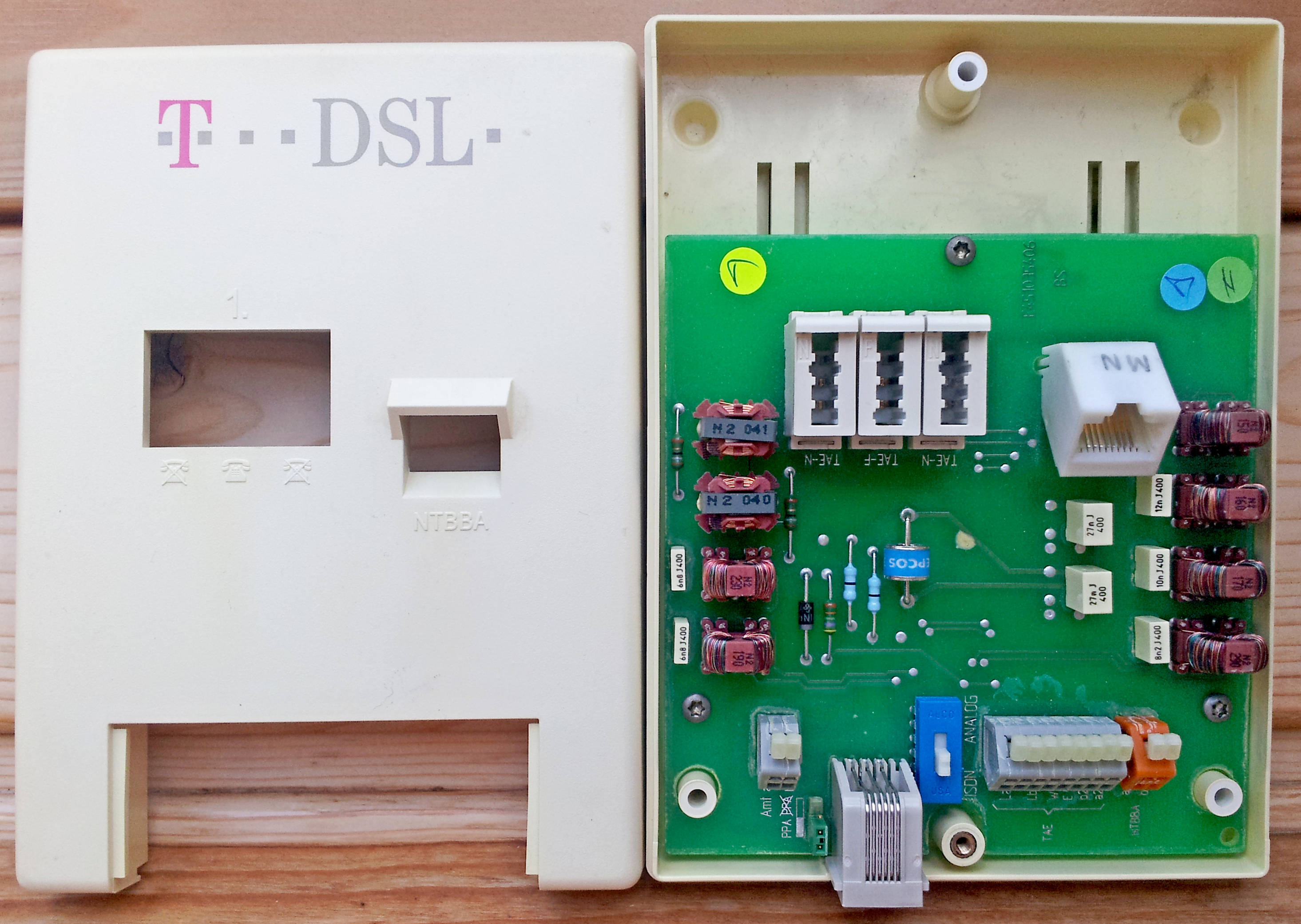
De-/aktivierbarer PPA in einem DSL-Splitter (grüner Jumper links neben der unteren RJ-Buchse)

Bis 2002 hat die Deutsche Telekom DSL-Splitter mit integriertem, abschaltbarem PPA ausgeliefert. Diese konnten die „1. TAE“ als Netzabschluss ersetzen.
Heutige DSL-Splitter enthalten keinen PPA mehr. Wenn also gelegentlich empfohlen wird, einen DSL-Splitter nicht über das mitgelieferte TAE-Kabel in die „1. TAE“ einzustecken, sondern die „1. TAE“ abzuklemmen und den Splitter über die eingebauten Steckklemmen direkt an die Teilnehmeranschlussleitung anzuschließen, dann ist dieses Vorgehen von der Deutschen Telekom unerwünscht, weil kein PPA mehr zur Verfügung steht.
Im Bereich der Annex-J-DSL-Anschlusstechnik ist der splitterlose Betrieb vorgesehen. An der Teilnehmeranschlussleitung wird grundsätzlich nichts geändert. Der PPA in der ersten Anschlussdose bleibt erhalten. Zusätzlich ist beim splitterlosen Betrieb ein Anschlusskabel („Signaturkabel“) in Verwendung, das im Stecker einige wenige elektronische Bauteile beinhaltet, die eine „galvanische Signatur“ zu Messzwecken bereitstellen und den Netzanbieter ein gestecktes Modem messtechnisch ermitteln lassen, auch wenn dieses nicht synchron ist. Bei einigen DSL-Routermodellen ist diese „galvanische Signatur“ auch auf der Leiterplatte des Routers (z. B. Fritz!Box und DigiBox).
Bei einem Telefonanschluss mittels Kupferdoppelader bleibt die „1. TAE“ mit passivem Prüfabschluss weiterhin der Übergabepunkt.